# Allaert van Everdingen
Allart (Aldert) van Everdingen (født 18. juni 1621 i Alkmaar, død 8. november 1675 i Amsterdam) var en hollandsk maler og raderer. Han var bror til Caesar van Everdingen.
van Everdingen kom i lære hos Roelant Saverij Utrecht og Pieter de Molijn i Haarlem. Som ungt menneske, i 1640'erne, har han besøgt den skandinaviske halvø, sikkert nok Sverige, Södermanland; et billede herfra af Everdingen i Amsterdams Rijksmuseum, men efter billedernes natur at dømme også Norge, af hvis mægtige bjergnatur han synes at have modtaget de stærkeste Indtryk. 1645 optoges han som mester i Sankt Lukasgildet i Haarlem; senere flyttede han til Amsterdam, hvor han 1657 indskrives som borger. Everdingen hører, sammen med den senere og større mester Jacob Isaacksz van Ruysdael, til grundlæggerne af det nordiske bjerglandskab i hollandsk maleri før havde man hentet motiverne fra alpelandene, og det var Everdingen, der gav Ruysdael impulserne; begge har de måske også drevet studier i de nærliggende Bergske Bjergegne. Everdingen skildrer det nordiske landskab med dets fjelde, granskove, træhuse, fosser i tung og barsk Stemning; han anslår udmærket det mørke, lidet menneskevenlige i landskabet og giver landskabets farver og linjer med øvet hånd, men lidt ensformigt gentagende; erindrings-indtrykkene fra rejsen har måttet holde for til en produktion i mængde og under megen rutine. Skattede er også hans mariner (ofte stormfuld sø, tungsindige), særlig fra hans ungdomstid. Han var tillige en flittig raderer (over 160 blade), en mængde friske dyrescener (hvor forbindelsen med Saverij spores) som illustrationer til Hinrich von Alcmars Reinecke Fuchs samt landskaber, særlig nordiske bjergmotiver. Everdingen er godt repræsenteret i Statens Museum for Kunst i København, endvidere på Gavnø; i udenlandske museer ses talrige af hans arbejder (Dresden, Amsterdam, Berlin, Stockholm osv.). To af hans sønner var malere.